# Tushpa

Tushpa in het gebied van Urartu

Tushpa (Turks: Van Kalesi, Urartisch URUṭu-uš-pa) was de voornaamste stad en de hoofdstad van het rijk van Urartu in zijn bloeitijd. Zij was gelegen aan het Vanmeer ten westen van waar de huidige stad Van gelegen is. De architectuur van Tushpa wordt gedomineerd door de "Vanrots", de plaats waar de koningen zetelden. Tijdens het bewind van Rusa II (ca. 685-639 v.Chr.) werd de hoofdstad verplaatst naar het nabijgelegen fort Rusahinili. Nadien bleef Tushpa wel de voornaamste stad van Urartu, tot het begin van de 6e eeuw v.Chr. toen zij door de Meden vernietigd werd.

## Onderzoeksgeschiedenis

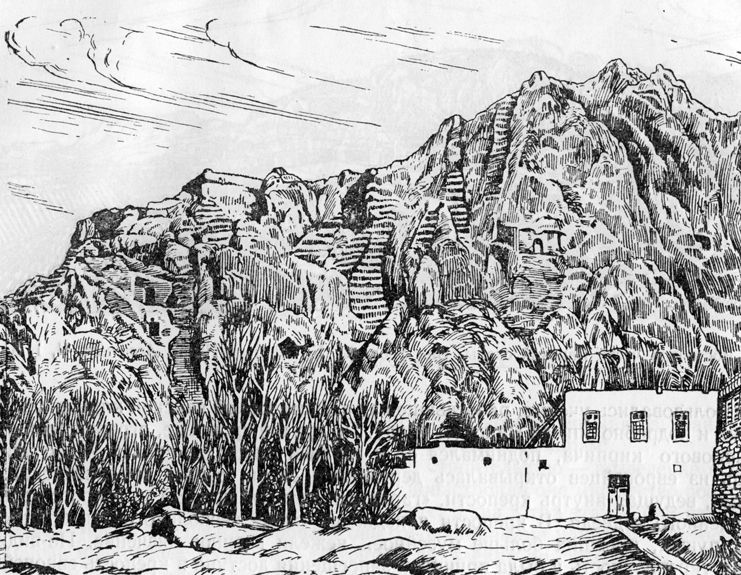
Tekening van de Vanrots door de eerste onderzoekers van Urartu, eind 19e eeuw

Het eerste onderzoek van de Vanrots werd uitgevoerd door een jonge Franse geleerde Friedrich Eduard Schulz in het begin van de 19e eeuw. Hij werd door zijn Franse collega's erop uitgestuurd te onderzoeken of de bewering van de Armeense historicus Movses Khorenatsi dat de Assyrische vorstin Semiramis had deelgenomen aan de bouw van de stad op de oever van het Vanmeer op waarheid berustte. Daarom meende Schulz dat Tushpa en de Vanrots althans gedeeltelijk in verband stond met de Assyrische cultuur. Hij maakte tekeningen van de rots en van de spijkerschriftinscripties die hij aantrof. Hoewel hij zelf in 1829 door de Koerden gedood werd, raakte zijn materiaal in Frankrijk verzeild en werd het in 1840 gepubliceerd.
Van wetenschappelijk belang is vooral dat Schulz een kopie maakte van de zgn. Horhor-kroniek van de Urartische koning Argishti I. Dit is een van belangrijkste documenten aangaande de geschiedenis van Urartu, uitgebeiteld in de westelijke wand van de rots. De rots zou later in het begin van de 20e eeuw, tijdens de Eerste Wereldoorlog door beschieting met granaten zwaar beschadigd raken.
Later werd snel duidelijk dat de door Schulz gekopieerde inscripties niet in het Assyrisch geschreven waren. Er werd in eerste instantie gesuggereerd dat de gebruikte taal een vroege vorm van het Armeens was. Echter deze aanname bleek niet vruchtbaar en aan het eind vand de 19e eeuw vatte de gedachte post dat het hier om een onbekende taal en beschaving ging, nl. die van Urartu.
Aan het eind van de 19e vonden er op beperkte schaal expedities plaats in het gebied door het Britse en het Berlijnse museum. De gevonden waardevolle voorwerpen verrijkten deze beide musea en er verscheen een beschrijving in een boek met meerdere delen van Lehman-Haupt. In de jaren 1915-16 was Van bezet door Russische imperiale troepen en volgde er een Russische expeditie onder leiding van Iosif Orbeli en Nikolaj Marr. Deze expeditie slaagde erin een kopie te maken van een ander belangrijk document, de kroniek van Sardur II, die begraven lag aan de noordoostkant van de rots.
| Opgravingen door de Russische Archeologische Vereniging op de rots van Van in 1916       | Opgravingen door de Russische Archeologische Vereniging op de rots van Van in 1916 | Opgravingen door de Russische Archeologische Vereniging op de rots van Van in 1916 | Opgravingen door de Russische Archeologische Vereniging op de rots van Van in 1916 | Opgravingen door de Russische Archeologische Vereniging op de rots van Van in 1916 |
| ---------------------------------------------------------------------------------------- | ---------------------------------------------------------------------------------- | ---------------------------------------------------------------------------------- | ---------------------------------------------------------------------------------- | ---------------------------------------------------------------------------------- |
| Onder leiding van N. Marr en I. Orbeli met deelname van het keizerlijke Russische leger. |                                                                                    |                                                                                    |                                                                                    |                                                                                    |
|                                                                                          |                                                                                    |                                                                                    |                                                                                    |                                                                                    |
| Opgravingen aan de noordoostkant van de rots van Van.                                    |                                                                                    | Kroniek van Sardur II                                                              |                                                                                    | Het omdraaien van de Sardurkroniek voor het fotograferen                           |

Vanaf de tijd van het werk van de Russische expeditie is er verder geen grootschalig opgravingswerk meer geweest. In 1948 was er nog een bescheiden Engelse expeditie. En sindsdien heeft de vindplaats veel geleden onder illegale plunderingen.
Lange tijd hebben geleerden gedacht dat de hoofdstad van Tushpa door Rusa I naar Rusahinili verplaatst was. Naar men veronderstelde was de reden daarvoor een verwoesting door de legers van de Assyrische koning Tiglat-Pileser III in het jaar 735 v.Chr. Echter er is sindsdien meer bekend geworden uit opgravingen van forten in het westen van Azerbeidzjan en uit de vondsten van meer spijkerschriftdocumenten. Hieruit is duidelijk geworden dat de verplaatsing van de hoofdstad later heeft plaatsgevonden, nl. in de tijd van Rusa II.

## Stadsgeschiedenis

### Ontstaan
De eerste aanwijzingen dat Tushpa een centrum van de cultuur van Urartu was, stammen uit de tijd van Sardur I, d.w.z. het begin van de dynastie van Urartu.
Stenen met inscripties van Sardur I zijn gevonden aan de westelijke helling van de rots van Van. De ontstaansgeschiedenis van Urartu kan niet los gezien worden van het conflict met de Assyrische buren waar Urartu gedurig aan bloot stond. In de tijd van Sardur I en zijn zoon Ishpuinis was het leger van Urartu te zwak om effectief aan de Assyrische agressie tegen het centrum van Urartu een einde te maken. Vele sterkten van Urartu bij het Vanmeer werden verwoest. Geleidelijk werd Urartu sterker, waarschijnlijk door technologische veranderingen, met name het gebruik van ijzer. Er werd een reeks forten gebouwd op de Armeense hoogten die de Assyriërs de toegang tot het hart van het rijk ontzegden. Hierna hadden de koningen hun handen vrij het land verder op te bouwen.
De keuze van de plaats waar het centrum van het rijk Urartu gevestigd werd, werd bepaald door een aantal factoren. Ten eerste maakt de aanwezigheid van het vrij grote Vanmeer het klimaat een stuk milder in een berggebied waar de temperatuur soms tot -40 °C wil dalen. Verder biedt een rots als die van Van een natuurlijke vesting en bovendien was de plek al een belangrijke cultusplaats voor de verering van de god Sjivini.

### Bloeitijd

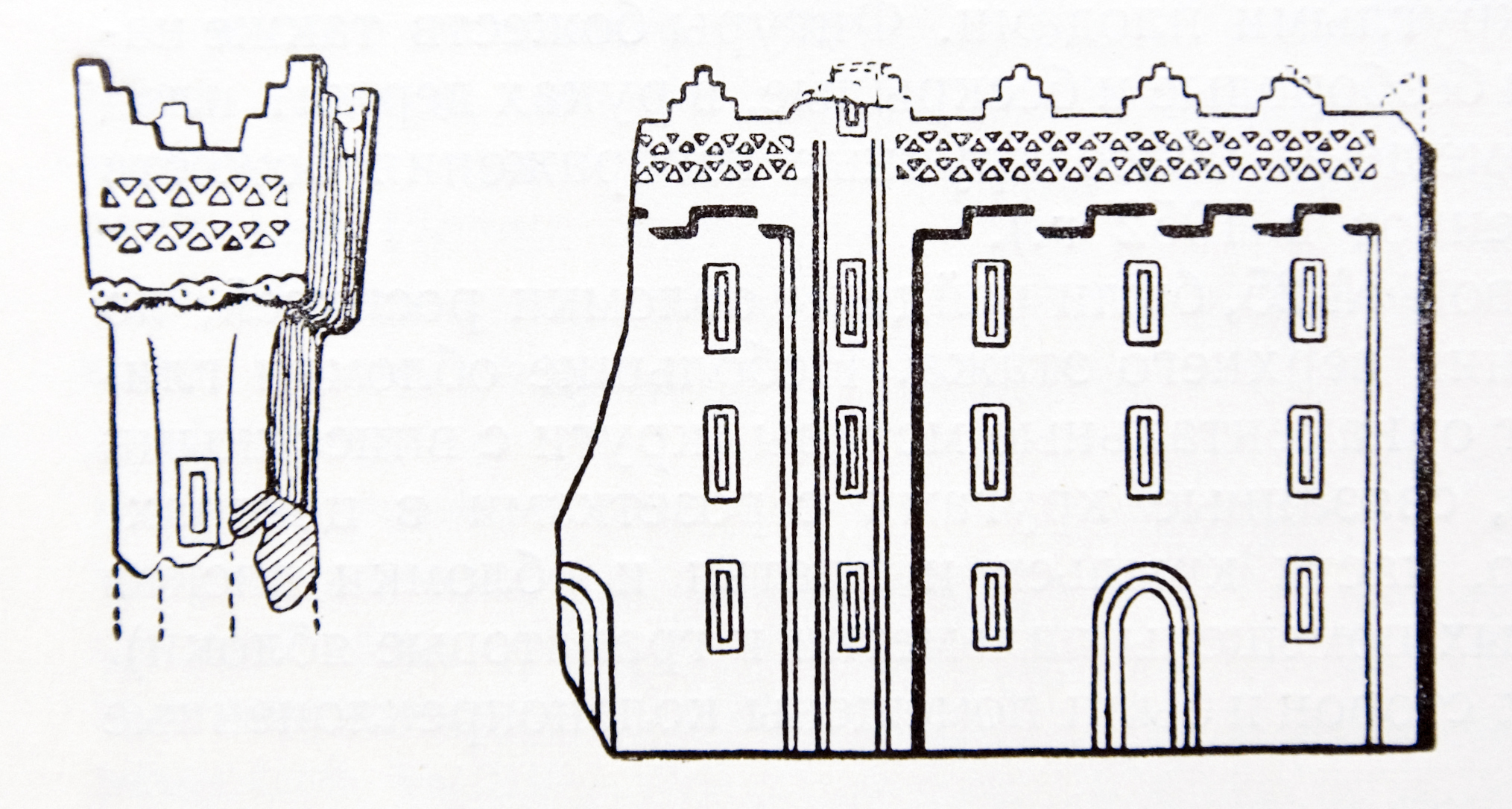
Schets van fragmenten van bouwwerken in Tushpa in de bronstijd van Urartu Brits Museum

Onder het bewind van Ishpuinis was Tushpa al de hoofdstad van Urartu. Vanaf dat moment wordt er in de kroniek regelmatig gebruikgemaakt van de titel "Machtig koning, koning van het land Biajna, heerser van de stad Tushpa". Onder Ishpuinis en zijn zoon Menuas vindt een interessante bouwfase plaats. Een religieuze hervorming doorgevoerd door Ishpuinis leidt tot de bouw van heiligdommen op de Vanrots voor alle belangrijke goden, de hoofdgod Khaldis inbegrepen. De rots wordt opgebouwd, er worden ruimten in uitgehakt die waarschijnlijk als koninklijk paleis fungeerden. Er worden trappen aangebracht om de verschillende niveaus met elkaar te verbinden. Op die plaatsen die gemakkelijk te bereiken waren, worden versterkingen aangebracht in vorm van muren en een poort. De verschillende buitenmuren en de in de rots uitgehouwen ruimte wordt beschilderd in helde kleuren, voornamelijk rood en blauw.
De Armeense historicus Moses van Chorene vermeldt luxe woningen van drie verdiepingen Deze werden gebouwd door de Urarteeërs onder het bewind van koning Menuas.
Bovendien bouwde Menuas voor de voorziening van de stad met drinkwater een kanaal van zeventig kilometer lengte. Dit grootse bouwwerk, met op bepaalde plaatsen metselwerk tot 15 meter hoog en een aquaduct over de rivier de Khosjab, functioneert na 2500 jaar tot op de dag van heden en voorziet delen van de moderne stad Van van drinkwater. De enige renovatie vond plaats in de jaren vijftig van de twintigste eeuw, toen sommige muren van betonnen duikers voorzien werden.
Enige eeuwen na de val van Urartu ontstond de legende die de bouw van het kanaal aan de Assyrische koningin Semiramis zou toewijzen. Mogelijk komt dit omdat Menuas en Semiramis of liever de Assyrische koningin Sammuramat tijdgenoten waren. Het kanaal heette wellicht het 'kanaal uit de tijd van Semiramis' en vervolgens verdween Menuas geheel uit de herinnering, waardoor het het 'kanaal van Semiramis' werd.
| Het kanaal van Menuas ('van Semiramis')        | Het kanaal van Menuas ('van Semiramis') |
| Europese archeologische schets van de 19e eeuw | Europese archeologische schets van de 19e eeuw |
| ---------------------------------------------- | --- |
|                                                | Inscriptie:Voor de machtige god Khaldis groef Menuas de zoon van Ishpuinis dit kanaal, het "kanaal van Menuas" geheten. Voor de grote god Khaldis groef Menuas, machtige koning, groot koning, koning van het land Biajnili, heerser van de stad Tushpa dit. Menuas zegt: Wie dit opschrift vernietigt, wie dit verwoest, [of] wie iemand dwingt dit te doen of wie zegt: ik heb dit gegraven, mogen de goden Khaldis, Teshub, Shivini, en al zijn goden onder de zon hem vernietigen. |

Onder de volgende koningen Argishti I en Sardur II bereikt Urartu zijn bloeiperiode. Het gebied dat vanuit Tushpa beheerst wordt, wordt sterk vergroot en deze koningen houden zich bezig met de versterking van de economie en het staatsapparaat. Er volgt ook veel bouwactiviteit in andere delen van het rijk. Zowel Argishti I als Sardur lieten inscripties uitbeitelen in de Vanrots, ieder op een andere zijde ervan. Dit zijn hun kronieken, twee van de belangrijkste spijkerschriftdocumenten van Urartu die tot op heden bewaard gebleven zijn.

### Nederlaag van Sardur II
Aan het einde van het bewind van Sardur II verschoof het machtsevenwicht tussen Assyrië en Urartu opnieuw. In 735 v.Chr. vond een beslissend treffen plaats tussen de legers van de beide machten op de westelijke oever van de Eufraat. De Assyriërs boekten een grote overwinning en maakten veel krijgsgevangenen en namen andere trofeeën in beslag. Koning Sadur II, die zelf het opperbevel voerde, vluchtte van het slagveld naar Tushpa, maar Tiglat-Pileser III, zijn Assyrische tegenstander achtervolgde hem tot diep in Urartu. Een Assyrische kroniek verhaalt:

Sardur II van Urartu sloot ik in in Turushpa, zijn hoofdstad; ik richtte een groot bloedbad aan voor zijn stadpoorten en het beeld van mijn majesteit richtte ik op tegenover de stad. Zestig lengtematen rondom de stad in het uitgestrekte land van Urartu trok ik zegevierend door van boven naar beneden en stootte op geen enkele tegenstand. De landen Uluba en Habhu, gelegen aan de voet van de berg Nal veroverde ik en annexeerde ik in het Assyrische Rijk.

De vernietigende nederlaag toegebracht door de Assyriërs veroorzaakte chaos in Urartu. Meerdere streken eisten onmiddellijk hun onafhankelijkheid van het centrale gezag in Tushpa op. Het fort van Tushpa, mogelijk de stadswijken inbegrepen, kregen zwaar te lijden onder de invallers. Alleen de citadel ontkwam hieraan.

### Tushpa in de periode 735-675 v.Chr.
Onder het bewind van Rusa II en Argishti II bleef Tushpa de onneembare hoofdstad van Urartu, hoewel na de nederlaag van Sardur II het machtsevenwicht steeds meer ten voordele van Assyrië verschoof. In 714 v.Chr. versloeg Sargon II Rusa II en bezette de steden Ulhu en Musasir. Daarna deed hij een serieuze poging door te dringen tot aan het Vanmeer, maar ook hij bleek niet in staat Tushpa in te nemen; na analyse van de berichten van zijn spionnen besloot hij ervan af te zien omdat de vesting te sterk was.
De volgende koning Argishti II trachtte een confrontatie met de Assyriërs uit de weg te gaan. Hij verschoof zijn aandacht van gebieden in het zuiden en zuidoosten, waar zijn belangen met die van Assyrië botsten, naar het westen. Hij versterkte het aanzien van de hoofdstad en de bewapening van Urartu en drong verder door naar het westen dan enige andere koning.

### Verplaatsing van de hoofdstad naar Rusahinili
In 685 v.Chr. kwam in Urartu Rusa II op de troon die een ambitieus bouwprogramma ondernam. Onder zijn bewind werden er meer dan tien nieuwe steden gebouwd in Urartu, waaronder Tejshebaini. In de tijd van Rusa II was de Vanrots al volledig opgebouwd. Er werd daar na Rusa I niet meer gebouwd. Rusa II nam het besluit de hoofdstad te verplaatsen naar een nieuw voor hem gebouwde vesting Rusahanili, enige kilometers ten oosten van Tushpa gelegen. Na de verplaatsing van de hoofdstad bleef Tushpa wel bestaan als vesting en als stedelijke nederzetting, maar verloor haar eerdere grote betekenis.

### Na de val van Urartu

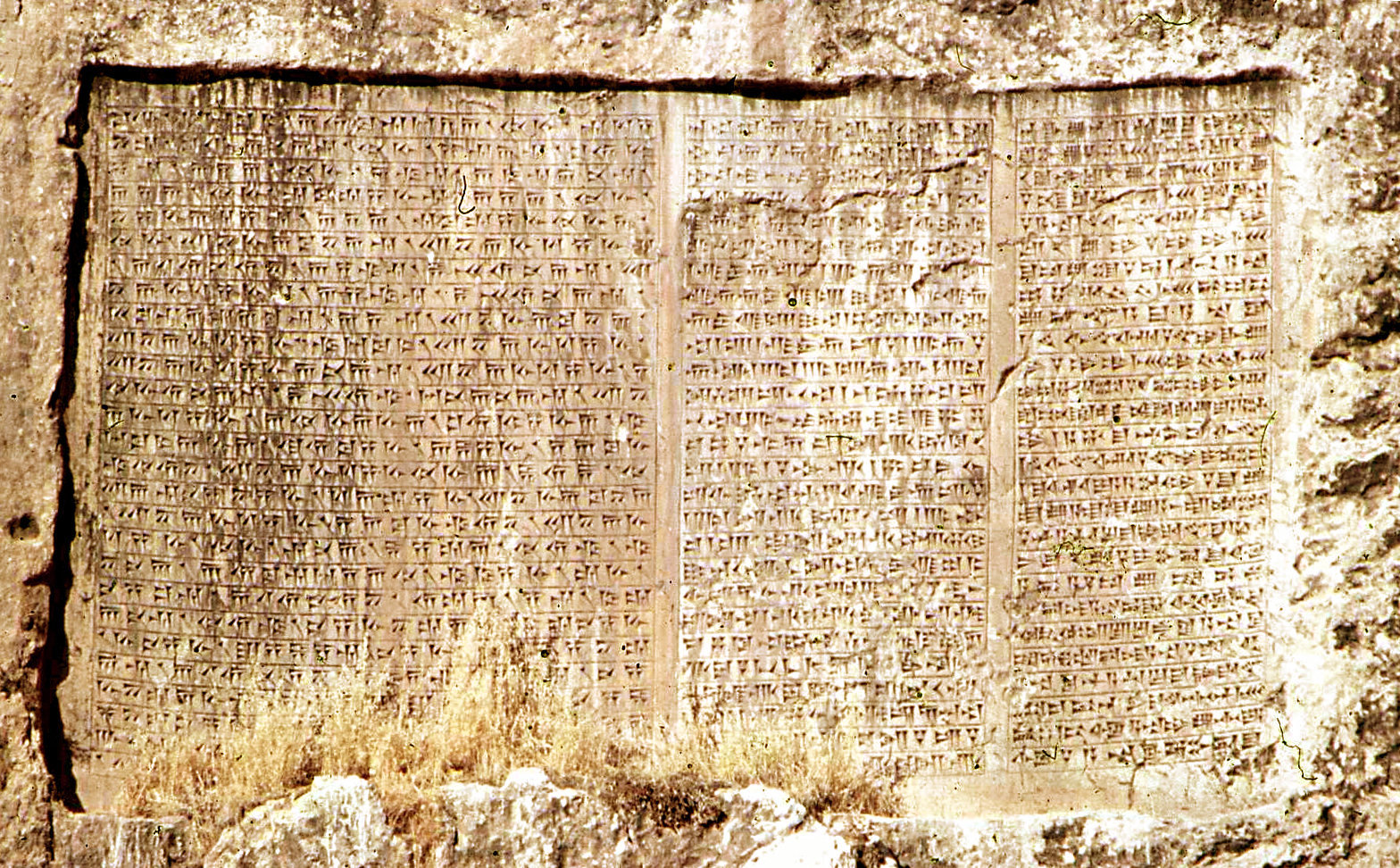
Inscriptie van Xerxes I op de Vanrots

De vesting op de Vanrots werd waarschijnlijk ingenomen en verwoest door Meden in het begin van de 6e eeuw v.Chr. Vervolgens werd na het uiteenvallen van Urartu de Vanrots gebruikt door de Achemeniden. Getuige hiervan is een inscriptie op de zuidkant van de rots van de hand van Xerxes I. In later tijden huisden er Armeniërs en Osmanen. De laatsten gebruikten de Vanrots weer actief als vesting. In die tijd werden er allerlei militaire bouwsels bijgeplaatst zoals wanden, een school en kazernes en de lagere verdiepingen werden als gevangenis gebruikt. In de Eerste Wereldoorlog deed de rots voor het laatst dienst als vesting en kwam onder hevig vuur te liggen.
Na de val van Urartu bleef de naam "Tushpa" enige tijd bewaard in de benaming van de regio en als "Tosp" ook voor het meer. In het Grieks werd dat "Topitis" (Θωπι̂τιν) dat bij enige Griekse auteurs genoemd wordt waaronder Strabo, maar daarna raakte de naam in de vergetelheid omdat men tot de eeuwwisseling van de 19e en 20e eeuw niet in staat was de spijkerschriftteksten te ontcijferen.

### Stadsplan
De kern van de stad is de Vanrots met zijn citadel en de residentie van de koningen van Urartu. In de directe omgeving waren er nog meer stedelijke gebouwen, maar deze zijn niet bewaard gebleven. Deze stenen ervan zijn vervolgens gebruikt door de omwonenden als bouwmateriaal. In de omgeving van Tushpa waren ook de koninklijke wijngaarden aangelegd. In de hoogtijdagen was Tushpa een bloeiende stad. Irrigatiekanalen waren aangelegd en de oever van het Vanmeer werd veel intenser gecultiveerd dan nu het geval is. De tuin- en wijnbouwtraditie was aan de oevers van het meer vlak voor het begin van de 20e eeuw nog bewaard gebleven. Urartu was beroemd om zijn wijn in de oudheid. Het merendeel van de geoogste druiven werd voor de productie van wijn gebruikt. Er werd naar andere landen geëxporteerd, maar wijn werd ook plaatselijk gebruikt bijvoorbeeld in relgieuze ceremonies.
Aan de westelijke voet van de Vanrots werd, waarschijnlijk in de dagen van Sardur I een grote stenen pier gebouwd. Deze pier was 47 meter lang , 13 meter breed en lag 4 meter boven het toenmalige peil van het meer. Sindsdien is het waterpeil in het meer sterk veranderd, en de Vanrots ligt niet langer aan het water, zodat de "haven van Sardur" nu 4 km van de kust af ligt.
Op een afstand van ongeveer 10 kilometer van Tushpa is ook het monumentale metselwerk gevonden van een aantal ondersteunende forten van Urartu, gebouwd door koning Menua.

### De Vanrots
De rots van Van verheft zich van nature steil uit de omgeving. De rots is ongeveer 1800 m lang, 60 m breed en 80 m hoog. Het gebruik ervan als vesting is zeker geen toeval. De keiharde rots strekt zich uit van oost naar west en in de dagen van Urartu strekte het westelijke einde zich uit tot aan de oever van het Vanmeer. Het was daarom een strategische plek, ideaal voor een citadel.
| Uitzichten | Uitzichten |
| --- | --- |
| | |
| Uitzicht op de Vanrots van de kant van het Vanmeer. Het westelijke deel van het klif is lager dan het midden, daarom werd er aan de westkant een machtige toren gebouwd. Links ervan lag de hoofdpoort van de citadel. | Uitzicht op het Vanmeer van het midden van de Vanrots Van dit punt konden de koningen het meer zien, als zij uit hun verblijf kwamen. De beekjes die links naar beneden stromen voeren het overtollige water van het kanaal van Menua af dat ongebruikt het meer instroomt. |

De vesting op de rots van Van kende een aantal poorten. De hoofdingang was de "Horhor"-poort , waar de inscriptie van de kroniek van koning Argishti I gevonden is. Deze was breed genoeg om een kar de vesting in te brengen, bijvoorbeeld voor de bevoorrading. Aan de noordwestkant van de klif waren verschillende andere kleine poorten. Deze waren alleen bedoeld om te voet naar buiten te gaan en waren alleen te bereiken via een reeks steile trappen. Deze kleine poorten konden ook gebruikt worden voor een snelle uitval van de troepen uit de citadel in geval van belegering. De poort aan de oostzijde van het fort, in de buurt waarvan de kroniek van Sardur II gevonden is, wordt vaak de "Tabrizpoort" genoemd.
| Elementen van de zuidwand van de Vanrots                                                                                                 | Elementen van de zuidwand van de Vanrots | Elementen van de zuidwand van de Vanrots  |
| --- | ---------------------------------------- | ----------------------------------------- |
| |                                          |                                           |
| Zuidpoort | Trap van de zuidpoort                    | Grote trap naar de koninklijke verblijven |
| Boven de zuidpoort is metselwerk uit de Osmaanse tijd te zien. De rots van Van werd nog tot de Eerste Wereldoorlog als vesting gebruikt. |                                          |                                           |

Het pleintje waar de kroniek van Sardur aangebracht was, fungeerde ook voor het brengen van offers
Het grootste offer voor Khaldi besloeg 17 stieren en 34 schapen. De plek was daarom voorzien van groeven om het offerbloed weg te laten lekken. In de jaren 60 - 80 van de twintigste eeuw, toen de rots openstond voor het publiek, gebruikten toeristen deze groeven vaak als glijbaan, daartoe aangemoedigd door het volksgeloof dat dit geluk zou brengen
| Zicht op de Vanrots | Zicht op de Vanrots |
| --- | --- |
| | |
| Deel van de zuidelijke helling van de Vanrots. Links: ingang van de "Naft Kuyu" grotten - een in de rots uitgehouwen ruimte, waarschijnlijk ten behoeve van de koning. Rechts overblijfselen van een wachttoren van de Urartische vesting, met daarboven restanten van het late metselwerk. | «Pleintje» met de kroniek van Sardur II, gelegen op de noordkant van de rots, naast de oostelijke "Tabriz"-poort. Het pleintje werd blootgelegd bij de opgravingen van het Russische archeologische gezelschap in 1916. |

### De grotten van de Vanrots
De Urarteese bouwers hakten een groot aantal vertrekken uit in de rots voor allerlei doeleinden. Een aantal hiervan waren al ontdekt door Schulz. Deze ruimten worden gewoonlijk grotten of holen genoemd, hoewel ze van kunstmatige oorsprong zijn. Het exacte doel van alle grotten is niet altijd bekend. Wel is bekend dat het vertrek gelegen aan de onderkant van de klif gebruikt werd voor koninklijke begrafenissen. Het verste vertrek van de onderste grot werd uitgerust met een columbarium. Het was een kamer met 78 gaten in de muur voor het bijzetten van urnen die de as bevatten van de crematie. De bovenste grotten op de zuidhelling zijn ruime kamers met hoge plafonds. Zij hebben een vorstelijk karakter en hebben sporen van verf op de muren behouden. Wetenschappers geloven dat deze koninklijke vertrekken overeenkomen met wat Moses van Chorene vermeldt. De volkslegende schrijft echter de hele bouw aan Semiramis toe.

#### Koninklijke verblijven
| In de rots uitgehouwen verblijven                                                                                | In de rots uitgehouwen verblijven                                                | In de rots uitgehouwen verblijven                                                    |
| --- | -------------------------------------------------------------------------------- | ------------------------------------------------------------------------------------ |
| |                                                                                  |                                                                                      |
| Ingang tot de «koninklijke verblijven» (in de literatuur ook «Horhor-grot» of de «kamer van Argishti I» genoemd) | Schema van de koninklijke verblijven (Russische Archeologische Vereniging, 1916) | Grote Zaal, uitgehouwen in de rots (Foto: Russische Archeologische Vereniging, 1916) |

## Huidige situatie in Tushpa
Tegenwoordig liggen de overblijfselen van Tushpa in een politiek onstabiele regio van Turkije, waar de activiteit van Koerdische separatisten voortduurt. In verband daarmee heeft het Turkse leger een reeks vaste steunpunten aangelegd in het gebied. Lange tijd was een zo'n steunpunt gevestigd aan de Vanrots. Nu is het verplaatst naar het westelijke deel ervan, en de rots zelf en de onmiddellijke omgeving zijn aan het museum toegewezen. Echter er zijn geen echte voorzieningen voor toeristen en het monument wordt niet beschermd en de overblijfselen worden regelmatig gevandaliseerd. Veilig zijn alleen de bas-reliëfs die naar het Vanmuseum overgebracht zijn..
| Tegenwoordige toestand van de Vanrots                                                         | Tegenwoordige toestand van de Vanrots          |
| --------------------------------------------------------------------------------------------- | ---------------------------------------------- |
|                                                                                               |                                                |
| Koningsverblijf, beklad met opschriften die de onafhankelijkheid van Koerdistan ondersteunen. | Bewaard fragment van de kroniek van Sardur II. |